# Charles Geefs

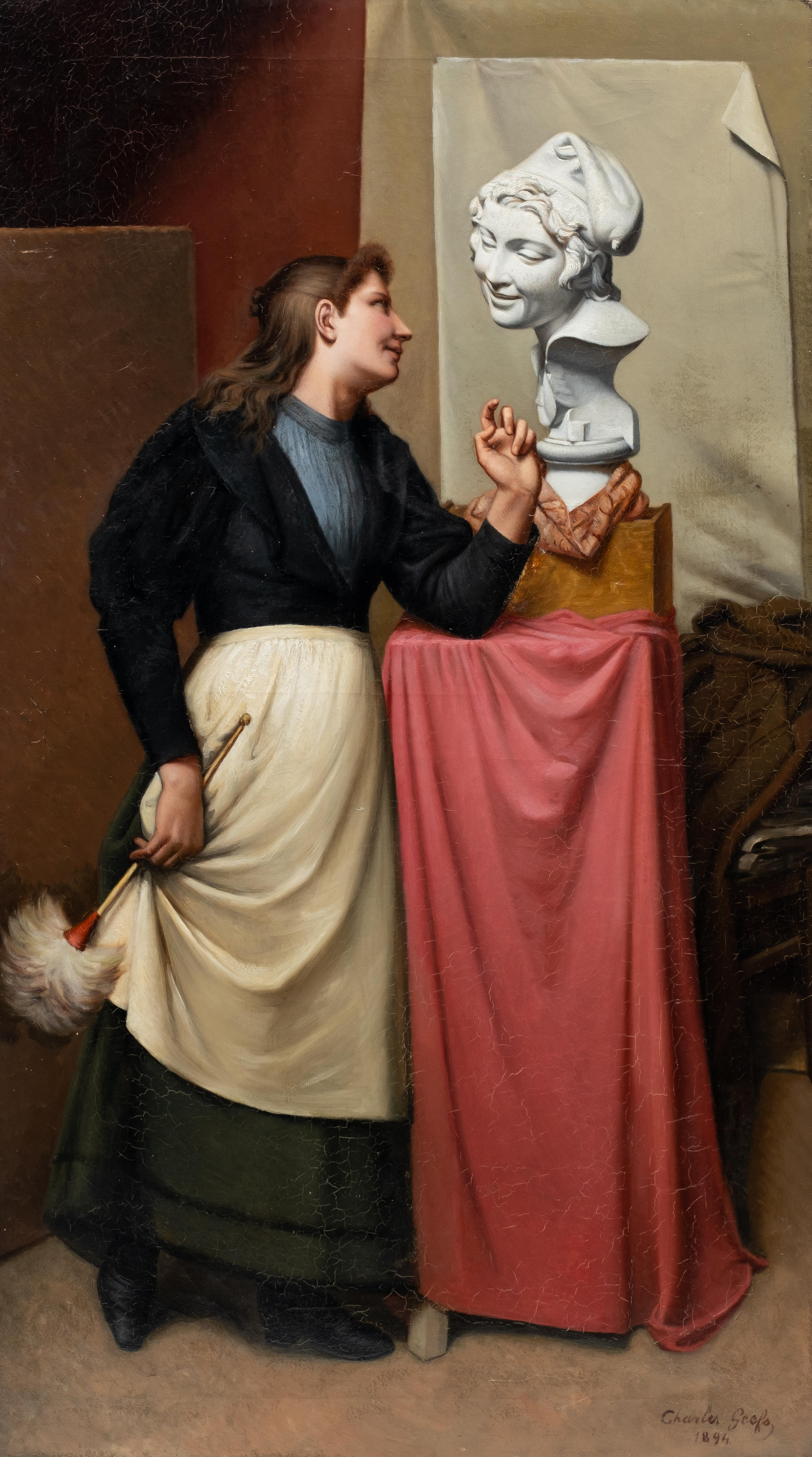
'Een jong dienstmeisje verrukt door het beeld van een jonge Adonis' (1894)

Carolus Franciscus (Charles) Geefs (Antwerpen, 1 januari 1829 – Schaarbeek, 5 april 1911) was een Belgisch beeldhouwer en kunstschilder. Hij wordt ook vermeld als Karel Geefs.

## Leven en werk
Charles Geefs, lid van de kunstenaarsfamilie Geefs, was een zoon van bakker Joannes Geefs  (1779-1848) en diens tweede echtgenote Dymphna Vermeulen (1788-1843).  Charles en zijn tweelingbroer Alexandre kregen les van hun oudere broer Willem, die een beeldhouwatelier in Schaarbeek had. Vanaf 1845 studeerden ze aan de Koninklijke Academie voor Schone Kunsten van Brussel, als leerling van Louis Jehotte en Léon Navez. In 1852 schreef hij zich ook in aan de Academie van Antwerpen. Een jaar later onderbrak hij tijdelijk de studie, maar in 1857-1858 was hij weer ingeschreven aan de Academie in Brussel. 
Geef schilderde, maar was toch vooral -net als zijn broers- beeldhouwer. Geefs maakte onder meer bustes, allegorische composities en standbeelden. Hoewel hij al in 1858 aan een tentoonstelling van de Royal Academy in Londen deelnam, exposeerde hij pas in 1872 op de Brusselse salon.
In 1866 overleed Geefs tweelingbroer Alexandre. Hij trouwde in 1871 met diens weduwe, Marie Barbieaux. Hij adopteerde hun kinderen Clara en Adrien. Geefs werd in 1876 benoemd tot Ridder in de Leopoldsorde.
Charles Geefs overleed op 82-jarige leeftijd.

## Enkele werken
- 1876: buste van Charles de Preud'homme.
- 1876: monument voor Sylvain Van de Weyer op de Kapucijnenvoer in Leuven. Het beeld werd gegoten bij de Compagnie des Bronzes.[7]
- 1882: 'Wolververs' en 'Handelaars in gepekelde vis', twee van de 48 beelden van de Brusselse ambachten rond het Egmontplantsoen op de Kleine Zavel. Beide gegoten bij de Compagnie des Bronzes.
- 1884: Liefde en Trouw, een marmeren beeld dat werd aangekocht door koningin Victoria.[4]
- 1884: beeld van Leopold II van België, in het stadhuis van Schaarbeek.
- 1885-1888: beelden van twee schildknapen die de wapens dragen van resp. de Brusselse natie van Sint-Niklaas en de stad Brussel en beelden van de burgemeesters Karel van Brecht en Adriaen Taye voor het stadhuis van Brussel.[8]

## Galerij

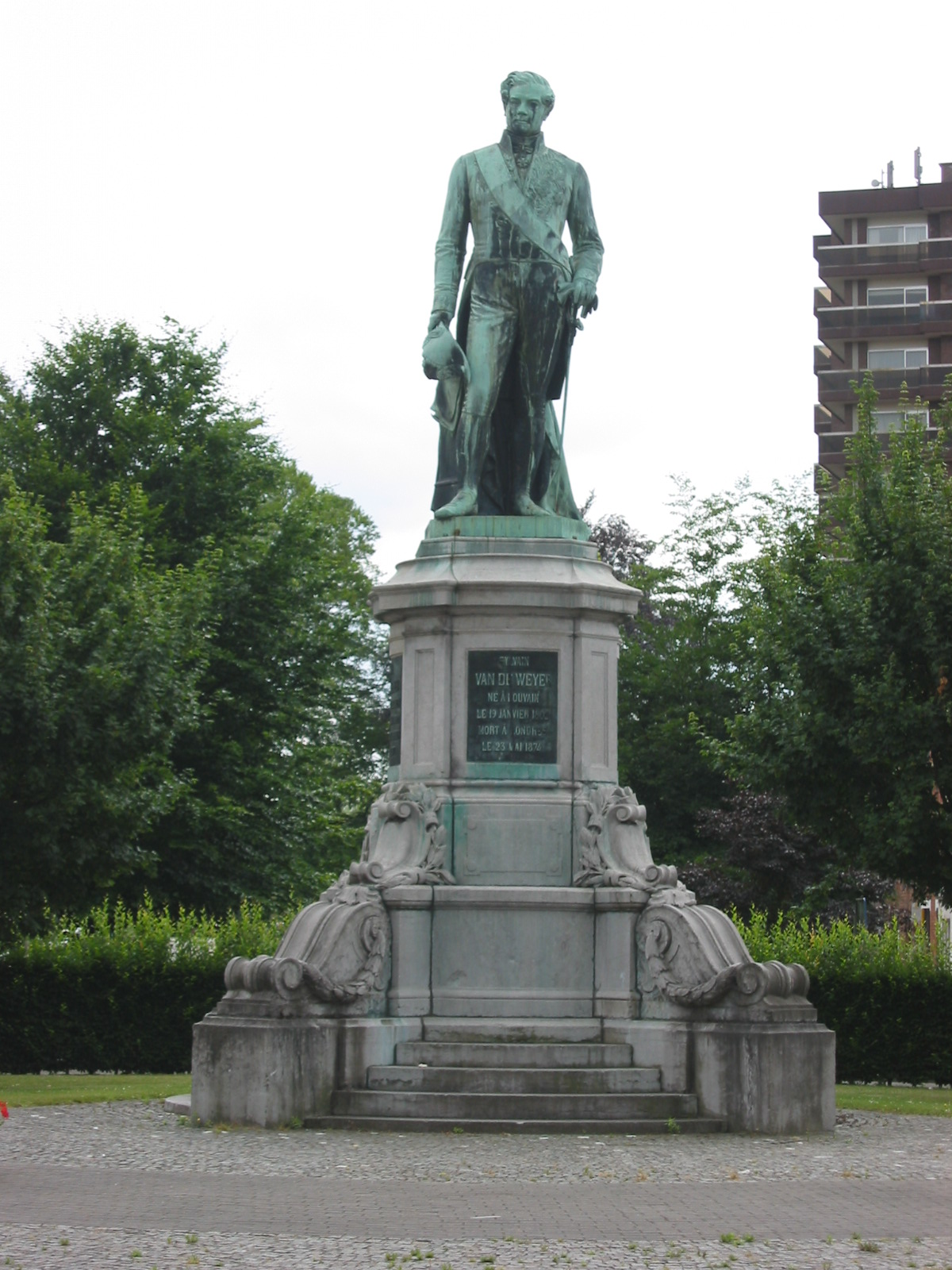
Monument Sylvain Van de Weyer (1876)
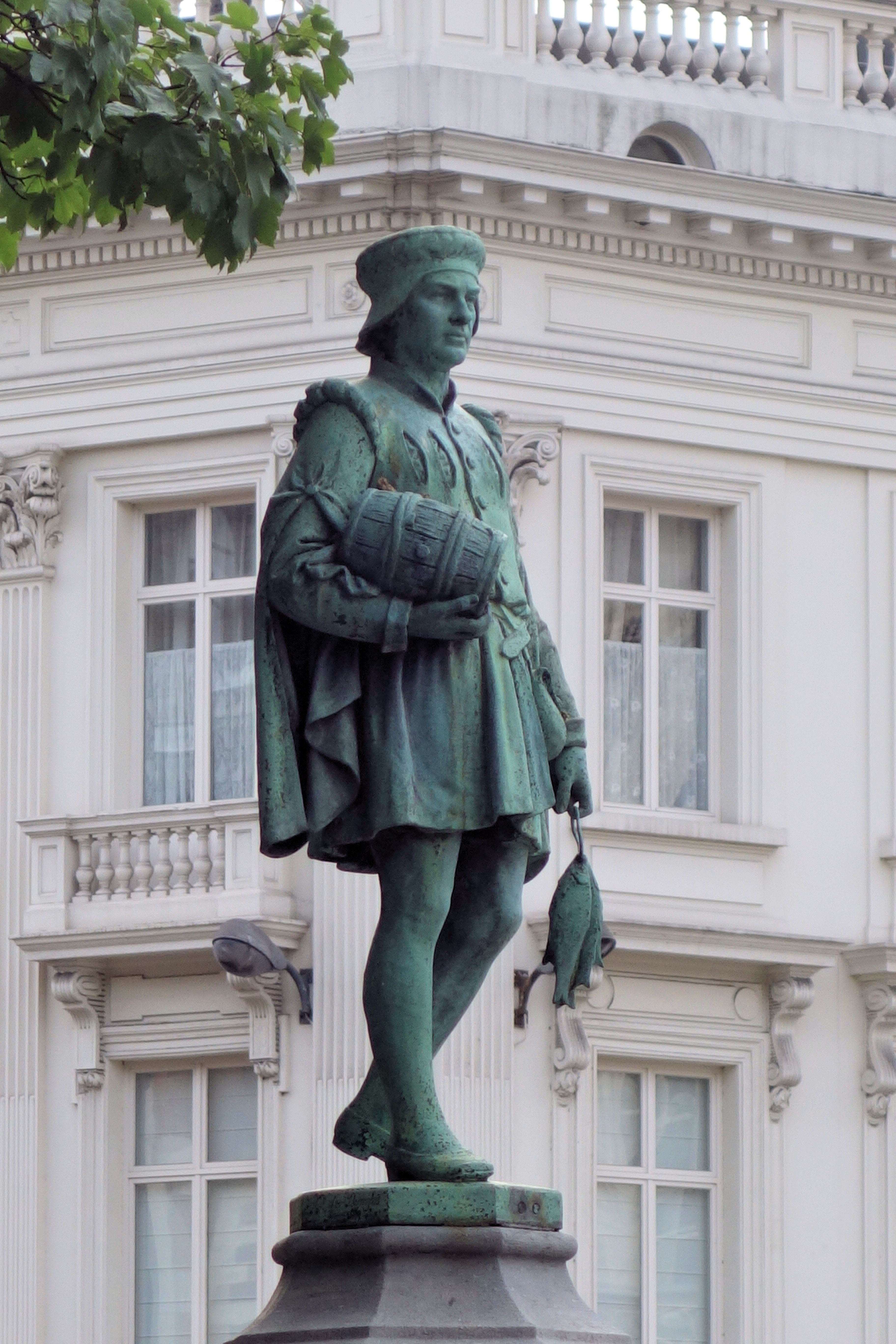
Wolververs (1882)

- RKD-Nederlands Instituut voor Kunstgeschiedenis: 331280
- Union List of Artist Names: 500197506
- Virtual International Authority File: 96697401